# Christian Serratos
Christian Marie Serratos (tên khai sinh: Bernardi, /səˈrɑːtoʊs/; sinh ngày 21 tháng 9 năm 1990) là một nữ diễn viên người Mỹ.

## Danh sách phim

### Điện ảnh
| Năm  | Tên                                       | Vai            | Ghi chú |
| ---- | ----------------------------------------- | -------------- | ------- |
| 2008 | Twilight                                  | Angela Weber   |         |
| 2009 | The Twilight Saga: New Moon               | Angela Weber   |         |
| 2010 | The Twilight Saga: Eclipse                | Angela Weber   |         |
| 2011 | 96 Minutes                                | Lena           |         |
| 2011 | The Twilight Saga: Breaking Dawn – Part 1 | Angela Weber   |         |
| 2011 | "Howlin' for You"                         | Cleo           |         |
| 2012 | The Twilight Saga: Breaking Dawn – Part 2 | Angela Weber   |         |
| 2013 | Pop Star                                  | Roxie Santos   |         |
| 2014 | Flight 7500                               | Raquel Mendoza |         |